# Lotte Lemke
Lotte Lemke (* 28. Januar 1903 in Königsberg; † 19. April 1988 in Bonn) war eine deutsche Fürsorgerin und Vorsitzende der Arbeiterwohlfahrt.

## Leben
Lotte Lemke wurde als Tochter eines Tischlermeisters geboren; ihre Mutter verstarb schon früh. Aufgrund der familiären Prägungen durch die Krankheit der Mutter, mehrere Geschwister und wirtschaftliche Bedrängnis entschied sie sich, Fürsorgerin zu werden. Vorher hatte sie eine Handelsschule in Königsberg besucht und zunächst für einige Jahre in einem Ingenieurbüro gearbeitet. Ab 1922 arbeitete sie bei der Hauptwohlfahrtsstelle für Ostpreußen und kam dort mit der Arbeiterwohlfahrt in Kontakt. Diese gewährte ihr ein Stipendium, das ihr eine Zusatzausbildung an der Deutschen Hochschule für Politik in Berlin ermöglichte und die sie mit der staatlichen Anerkennung als Fürsorgerin 1926 abschloss. Die folgenden drei Jahre arbeitete sie als Fürsorgerin im Landkreis Calau in Brandenburg. 1929 gewann Marie Juchacz, Hauptinitiatorin der Arbeiterwohlfahrt, sie als stellvertretende Geschäftsführerin für den Hauptausschuss der Arbeiterwohlfahrt. 1930 wurde Lemke aufgrund ihres gezeigten Organisationstalents vom Parteiausschuss der SPD zur Geschäftsführerin berufen.
1933, nach der „Machtergreifung“ Adolf Hitlers, wurde nach einem erfolglosen Versuch, die Arbeiterwohlfahrt gleichzuschalten und in die Nationalsozialistischen Volkswohlfahrt (NSV) zu integrieren, die Arbeiterwohlfahrt aufgelöst und verboten. Lemke wurde von der Gestapo für einige Wochen wegen Betätigung im Widerstand verhaftet. Gemeinsam mit Elsa Brandström als Vorsitzende gründete sie zur Unterstützung verfolgter Sozialdemokraten und deren Familien die Tarnorganisation „Deutsch-Ausländisches Jugendhilfswerk“. Bis 1936 konnte diese arbeiten. Lemke verdiente sich in dieser Zeit aufgrund eines Arbeitsverbots als Fürsorgerin den Lebensunterhalt als selbstständige Zeitungsvertreterin in Frankfurt am Main. Für sozialdemokratische Widerstandsgruppen unternahm sie Kurierfahrten, die sie unter anderem nach Prag zum Exilparteivorstand der SPD führten. Ab 1942 arbeitete Lemke beim Kreisgesundheitsamt in Heilsberg/Ostpreussen. Von Heilsberg aus flüchtete sie vor der Roten Armee.
Nach 1945 begann Lemke mit anderen, die Organisation der Arbeiterwohlfahrt wieder aufzubauen. 1946 wurde sie vom Parteivorstand der SPD der Westzonen in Hannover erneut zur Geschäftsführerin berufen. Ab 1950 unterstützte sie Elly Heuss-Knapp beim Aufbau des Deutschen Müttergenesungswerks, dessen Kuratorium sie von Anfang an angehörte. Ab 1961 war sie Mitglied des Kuratoriums Deutsche Altershilfe, das der damalige Bundespräsident Heinrich Lübke und seine Frau Wilhelmine Lübke gründeten. Von 1965 bis 1971 war Lemke Vorsitzende der Arbeiterwohlfahrt.

## Ehrungen

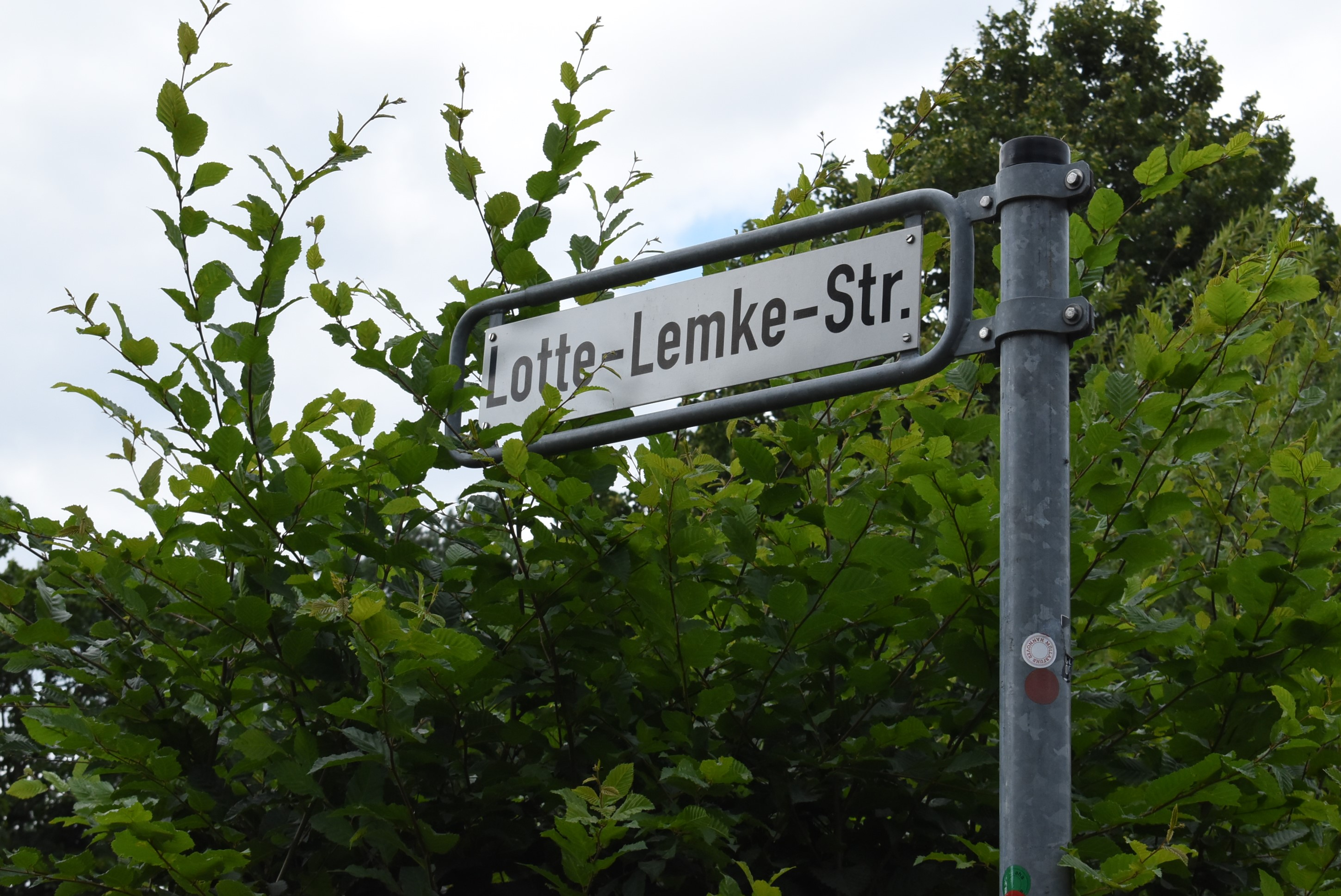
Die Lotte-Lemke-Straße in Hannover-Vahrenheide

- 1963: Großes Verdienstkreuz des Verdienstordens der Bundesrepublik Deutschland[1]
- 1971: Ehrenvorsitzende der Arbeiterwohlfahrt bis zu ihrem Tod
- 1971: Orden der Jugoslawischen Fahne mit dem Goldenen Stern am Halse[3]
- 1971: Marie-Juchacz-Plakette der Arbeiterwohlfahrt
- 1972: Großes Bundesverdienstkreuz mit Stern[2]
- 1986: Verdienstorden des Landes Nordrhein-Westfalen[4]
- Nach ihr sind Straßen in Hannover[5] und in Lünen sowie bundesweit zahlreiche Einrichtungen der Arbeiterwohlfahrt benannt worden.

### Lotte-Lemke-Preis
Seit der Stiftung durch das Präsidium des AWO Bundesverbandes 1986 wird auf jeder ordentlichen Bundeskonferenz der AWO der Lotte-Lemke-Preis verliehen.
Preisträger:
- 1989: AWO Ortsverband Gottmadingen; AWO Ortsverband Dortmund-Wickede
- 1990: AWO Ortsverband Hassel
- 1992: AWO Ortsverband Lüneburg / AWO Ortsverband Honzrath
- 1996: Internationales Betreuungsteam für Flüchtlinge u. Asylbewerber (AWO Bezirksverband Westliches Westfalen) / Freiwilligendienst des Altenhilfezentrums „Lotte-Lemke-Haus“ (AWO Landesverband Bremen)
- 2000: Büro Aktiv Fulda / Freiwilligenagentur Jugend - Soziales - Sport Wolfenbüttel
- 2008: AWO Kreisverband Göppingen / Förderverein des FSE Pflegezentrum House of Life (AWO Landesverband Berlin) / Sarstedt aktuell für Sehbehinderte, AWO Ortsverband Sarstedt / Netzwerkangebote für Menschen in Wohnungsnot (AWO Ortsverband Reutlingen)

## Schriften
- Humanitäres Handeln aus politischer Verantwortung: Die Grundlagen der Arbeiterwohlfahrt, Referat, Hauptausschuss der Arbeiterwohlfahrt, Bonn 1954
- Kleine Gesetzessammlung für die Sozialarbeit, 5. Auflage, Arbeiterwohlfahrt, Bonn 1970